# Liste der Monuments historiques in Bréhéville
Die Liste der Monuments historiques in Bréhéville führt die Monuments historiques in der französischen Gemeinde Bréhéville auf.

## Liste der Objekte
| Bezeichnung                          | Beschreibung                           | Standort                              | Kennzeichnung | Schutzstatus | Datum | Bild |
| ------------------------------------ | -------------------------------------- | ------------------------------------- | ------------- | ------------ | ----- | ---- |
| Skulptur Johannes der Täufer         | Eichenholz, vergoldet, 18. Jahrhundert | in der Kirche St-Jean-Baptiste (Lage) | PM55002754    | Inscrit      | 1984  |      |
| Relief Leben von Johannes dem Täufer | Kalkstein, um 1500                     | in der Kirche St-Jean-Baptiste (Lage) | PM55001640    | Inscrit      | 1993  |      |